# Stiphodon tuivi
Stiphodon tuivi es una especie de pez dulceacuícolas de la familia de los Gobiidae en el orden de los Perciformes.

## Morfología
Los machos pueden llegar a alcanzar los 3,2 cm de longitud total.

## Distribución geográfica
Se encuentran en las islas Marquesas.

## Observaciones
Es inofensivo para los humanos.